# Hyalinobatrachium taylori
Espèce
Synonymes
- Centrolenella taylori Goin, 1968 "1967"

Statut de conservation UICN

 LC  : Préoccupation mineure
Hyalinobatrachium taylori, le Centrolène de Taylor ou Centrolenelle de Taylor, est une espèce d'amphibiens de la famille des Centrolenidae.

## Étymologie
Cette espèce est nommée en l'honneur d'Edward Harrison Taylor.

## Répartition
Cette espèce se rencontre de 350 à 1 850 m d'altitude, :
- dans le sud-est du Venezuela ;
- au Guyana ;
- au Suriname ;
- en Guyane ;
- au Brésil.

Cependant, les individus présents au Venezuela pourrait appartenir à une autre espèce proche, non nommée.

## Biologie
Le dos est vert foncé avec des taches vert pâle portant généralement un point blanche au centre de chaque tache (des iridophores), les os sont de couleur verte.
Les mâles vont appeler sur la face supérieure des feuilles, et le comportement de combat, s'il existe, est inconnu. Les pontes sont déposées sur la face inférieure des feuilles, et aucun comportement de soin parental n'a été observé chez le mâle.

## Publication originale
- Goin, 1968 "1967" : A new centrolenid frog from Guyana. Quarterly Journal of the Florida Academy of Sciences, vol. 30, p. 115-118 (texte intégral).